# Prosenice (nádraží)
Prosenice (dřívější názvy: Radwanitz, Radwanitz-Prossenitz, Radvanice, Radvanice-Prosenice) jsou železniční stanice, která se nachází na trati Přerov–Bohumín, původní železniční trať společnosti c.k.privilegované Severní dráhy císaře Ferdinanda (SDCF) v obci Prosenice. Je součástí II. železničního rychlostního koridoru.

## Historie
Železnice byla postavena v roce 1842, úsek z Přerova do Lipníku nad Bečvou. V roce 1881 byla zřízena zastávka v km 191,363 u strážního domku. V roce 1898 byla uvedena do provozu železniční stanice. Výstavbou II. koridoru ČD v letech 1999–2001 byl v Prosenicích zřízen podchod k novým krytým ostrovním nástupištím s výtahem. V tomto období byla snesena stavědla z obou zhlaví.  Od 29. května 2009 je stanice dálkově řízena z CDP Přerov.

## Popis stanice
Železniční stanice měla v roce 1898 zděnou výpravní budovu, staniční strážní domek, přízemní obytný dům a dřevěné skladiště. Na výjezdu ze stanice navazuje odbočná trať na Dluhonice. Ve stanici byl dřevěný sklad na kamenné podezdívce IV. třídy o délce 6 m, který byl postaven podle typizovaného plánu (Normalplan No 101).[zdroj?]
Železniční stanice Prosenice je dálkově řízena z Centrálního dispečerského pracoviště Přerov (CDP Přerov). Do stanice jsou zaústěny tři železniční vlečky.

### Výpravní budova
V roce 1898 byla vybudována výpravní budova podle typizovaného plánu (Normalplan No 42) z režného cihlového zdiva. Autorem typizovaného plánu byl Anton Dachler. Výpravní budova má obdélný půdorys s postranními dvouosými rizality. V podélných průčelích byla obdélná okna v šambránách s ušima, završené přímým záklenkem. Štíty byly bedněné. Vestibul byl průchozí a byla v něm pokladna s okénkem a čekárna III. třídy. Čekárna pro I. a II. třídu byla společná. V přízemí byla ještě dopravní kancelář, místnost přednosty, c. k. pošta, dělnická kasárna a příslušenství. V patře byly dva dvojpokojové byty s kuchyněmi, společné příslušenství bylo na chodbě. Výpravna v Prosenicích se dochovala téměř v původní podobě mimo oken a bedněných štítů.

### Strážní domek
V blízkosti výpravní budovy byl postaven staniční strážní dům se čtyřmi byty podle typizovaného plánu (Normalplan No 21b) a byl rozšířen dvouosou přízemní přístavbou. Strážní domek byl postaven z režného cihlového zdiva, podélné strany byly pětiosé. V přízemí a v patře byly dva dvoupokojové byty se samostatnou kuchyní a sociálním zařízením (společné pro každé patro). Původní strážní domek z roku 1881 byl zbourán v roce 1986.

## Služby ve stanici
V železniční stanici jsou cestujícím poskytovány tyto služby: bezbariérové WC, čekárna. V blízkosti stanice je autobusová zastávka. Od stanice vede turistická trasa:
- žlutá turistická značka k Radvanicím
- po fialové turistické značce Pobečví.

## Obytné domy
Pro zajištění kvalifikované a spolehlivé pracovní síly a především jejich dosažitelnost, byly pro zaměstnance dráhy stavěny obytné domy v blízkosti železnice. Na přerovské straně stanice byl postaven přízemní obytný dům, který měl půdorys podkovy, z režného cihlového zdiva.[zdroj?]